# Oszustwo (film)
Oszustwo (ang. The Skin Game) – brytyjski film z 1931 roku w reżyserii Alfreda Hitchcocka, zrealizowany na podstawie sztuki Johna Galsworthy'ego.
Film znany jest też pod alternatywnym tytułem Gra o skórę.

## Treść
Hillcrestowie są zamożnym rodem, w okolicy cieszącym się szacunkiem i autorytetem, pielęgnującą tradycyjne wartości. Wkrótce wybucha w spór z Hornblowerami, rodziną zamożnych kupców, a Jackmanami, mającymi dług u Hornblowerów. Hillcrestowie próbują załagodzić sytuację, bowiem są w bliskich stosunkach z dwoma rodami, córka Hillcrestów związana jest z rodziną Hornblowerów. W wyniku szantażu rodu kupieckiego Jackmanowie muszą ustąpić. Sytuacja nie ulega zmianie, rodziny wkraczają na drogę sądową.

## Główne role
- C.V. France - pan Hillcrist
- Helen Haye - pani Hillcrist
- Jill Esmond - Jill  Hillcrist
- Edmund Gwenn - pan Hornblower
- John Longden - Charles  Hornblower
- Phyllis Konstam - Chloe Hornblower
- Frank Lawton - Rolf Hornblower
- Herbert Ross - pan Jackman
- Dora Gregory - pani Jackman